# Distretto di Belen (Hatay)
Il distretto di Belen (in turco Belen ilçesi) è uno dei distretti della provincia di Hatay, in Turchia.